# Grupo de Observação das Nações Unidas na Faixa de Aouzou
O Grupo de Observação das Nações Unidas na Faixa de Aouzou (UNASOG do inglês United Nations Aozou Strip Observer Group) foi uma missão de manutenção de paz estabelecida pela Resolução 915 do Conselho de Segurança das Nações Unidas em 4 de maio de 1994.
A missão tornou-se necessária após a guerra entre o Chade e Líbia pelo controle da Faixa de Aouzou (rica em depósitos de urânio). Após a guerra, vencida pelo Chade, uma série de conversações de paz entre as duas nações conduziu a um impasse; a situação é resolvida com uma sentença do Tribunal Internacional de Justiça, em 13 de fevereiro de 1993, que entregou às autoridades chadianas o controle sobre a área.
O mandato da missão deveria monitorar a desmilitarização da área e ajudar o Chade recuperar o controle total da área.
O contingente militar era composto por nove observadores militares de Bangladesh, Gana, Honduras, Quênia, Malásia e Nigéria.
A missão terminou em junho do mesmo ano.